# Casuarina
Casuarina L. è un genere di piante della famiglia Casuarinaceae, originarie dell'Australasia, del subcontinente indiano, dell'Asia sudorientale e delle isole dell'Oceano Pacifico occidentale.

## Etimologia
Il nome del genere deriva dal termine malese "cassowary" o "kasuari", che allude alla somiglianza tra il piumaggio dell'uccello (Casuarius) ed il fogliame della pianta.

## Descrizione

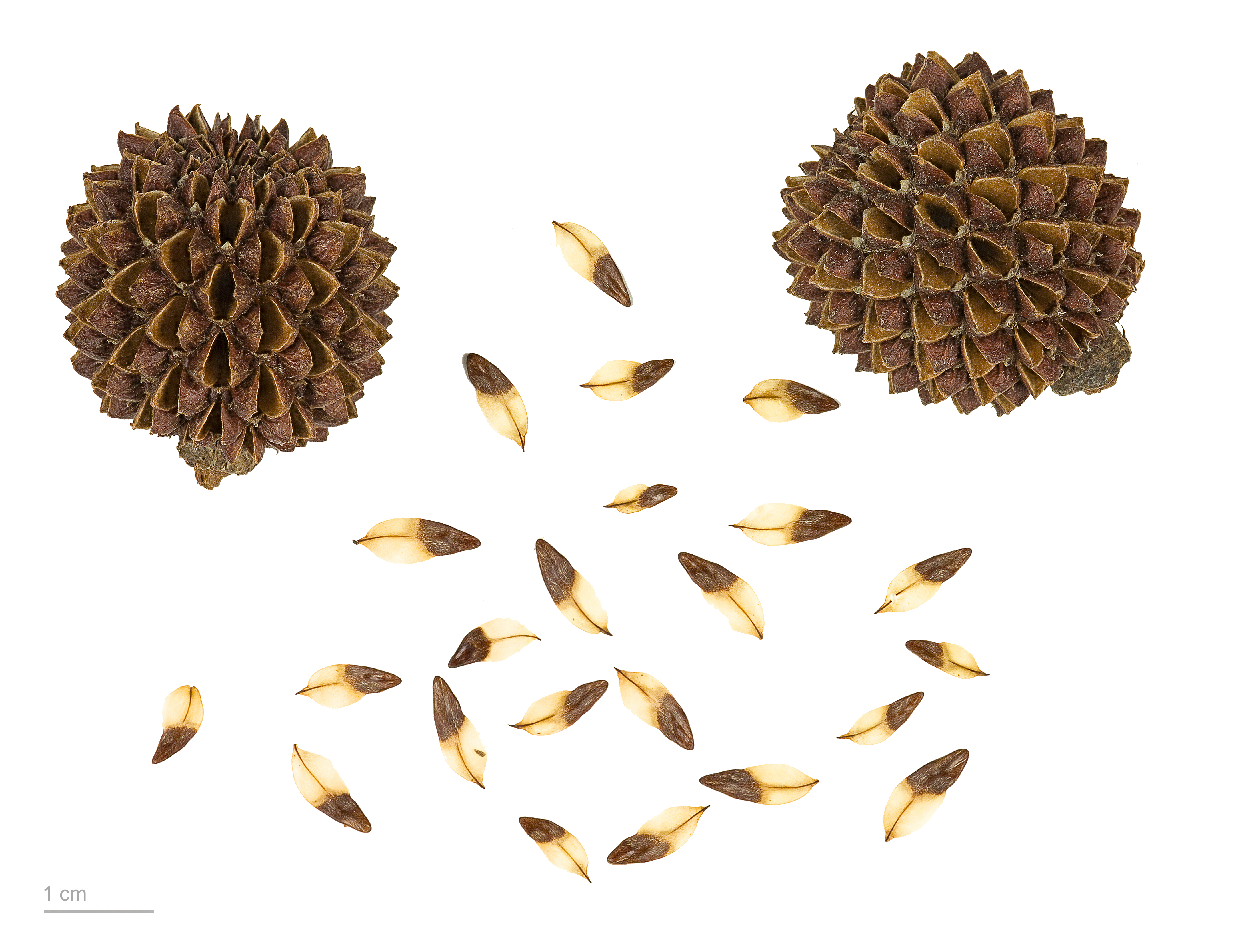
Frutti e semi di Casuarina sp.

Le piante ad esso appartenenti sono arbusti ed alberi sempreverdi alti fino a 35 metri.
I giovani rametti sono composti da segmenti articolati.
Le foglie, da verdi a grigio-verdi, sottili, acute, biancastre, sono riunite in verticilli da 5 a 20 in corrispondenza dei nodi. La maggioranza delle specie sono dioiche.
I fiori sono a sessi separati; quelli maschili sono semplici spighe, prodotte in piccole infiorescenze ad amento; quelli femminili sono piccoli coni globosi, con valve ovate pubescenti.
Il frutto è costituito da una struttura legnosa, simile alla pigna di una conifera, composta da numerosi carpelli, ciascuno contenente un singolo seme alato.
Per l'aspetto sono simili agli equiseti.

## Tassonomia
In origine era considerato come l'unico genere della famiglia, ma attualmente è stato suddiviso in quattro generi (vedi Casuarinaceae).
Comprende le seguenti specie:
- Casuarina collina Poiss. ex Pancher & Sebert
- Casuarina cristata Miq.
- Casuarina cunninghamiana Miq.
- Casuarina equisetifolia L.
- Casuarina glauca Sieber ex Spreng.
- Casuarina grandis L.A.S.Johnson
- Casuarina junghuhniana Miq.
- Casuarina obesa Miq.
- Casuarina oligodon L.A.S.Johnson
- Casuarina orophila L.A.S.Johnson
- Casuarina pauper F.Muell. ex L.A.S.Johnson
- Casuarina potamophila Schltr.
- Casuarina tenella Schltr.
- Casuarina teres Schltr.